# The Blank Slate
Het onbeschreven blad: Over de ontkenning van een aangeboren menselijke natuur (in het Engels: The Blank Slate: The Modern Denial of Human Nature) (2002) is een boek van Steven Pinker dat het opneemt tegen het denkmodel van de tabula rasa dat in de sociale wetenschappen de overhand heeft. 
Pinker mengt zich hiermee in het nature-nurture-debat want volgens hem wordt het menselijk gedrag ook voor een groot deel gevormd door evolutionair psychologische adaptaties. Hij gaat daarmee in tegen het discours van het onbeschreven blad (of Blank Slate) dat na de Tweede Wereldoorlog het bestaan van een aangeboren menselijk natuur ontkend heeft. Dit overwicht zou dan het gevolg zijn van een tegenreactie op de inhumane en wetenschappelijk ongefundeerde theorieën en praktijken van het sociaal darwinisme en de eugenetica tijdens de Tweede Wereldoorlog. 
Steven Pinker tracht aan te tonen dat de erkenning van een menselijke natuur toch noodzakelijk is voor een beter begrip van wat het betekent om mens te zijn. Dit acht hij als essentieel aangezien dit veel implicaties heeft voor allerhande aspecten van het menselijke leven. Het dogma van het onbeschreven blad daarentegen heeft uiteindelijk ook een pervers effect, ondanks de bewering dat het meent ten goede te komen van de mensheid. Pinker toont verder ook aan dat de huidige cognitiewetenschap en gedragsgenetica het bestaan van een onbeschreven blad niet kunnen aantonen, maar dat ze wel het bestaan van een aangeboren menselijke natuur kunnen onderschrijven.
Het boek werd genomineerd voor de Aventis Prize van 2003 en was een finalist voor de Pulitzerprijs. In 2003 verscheen de Nederlandse vertaling bij uitgeverij Contact.